# Charles N. Haskell

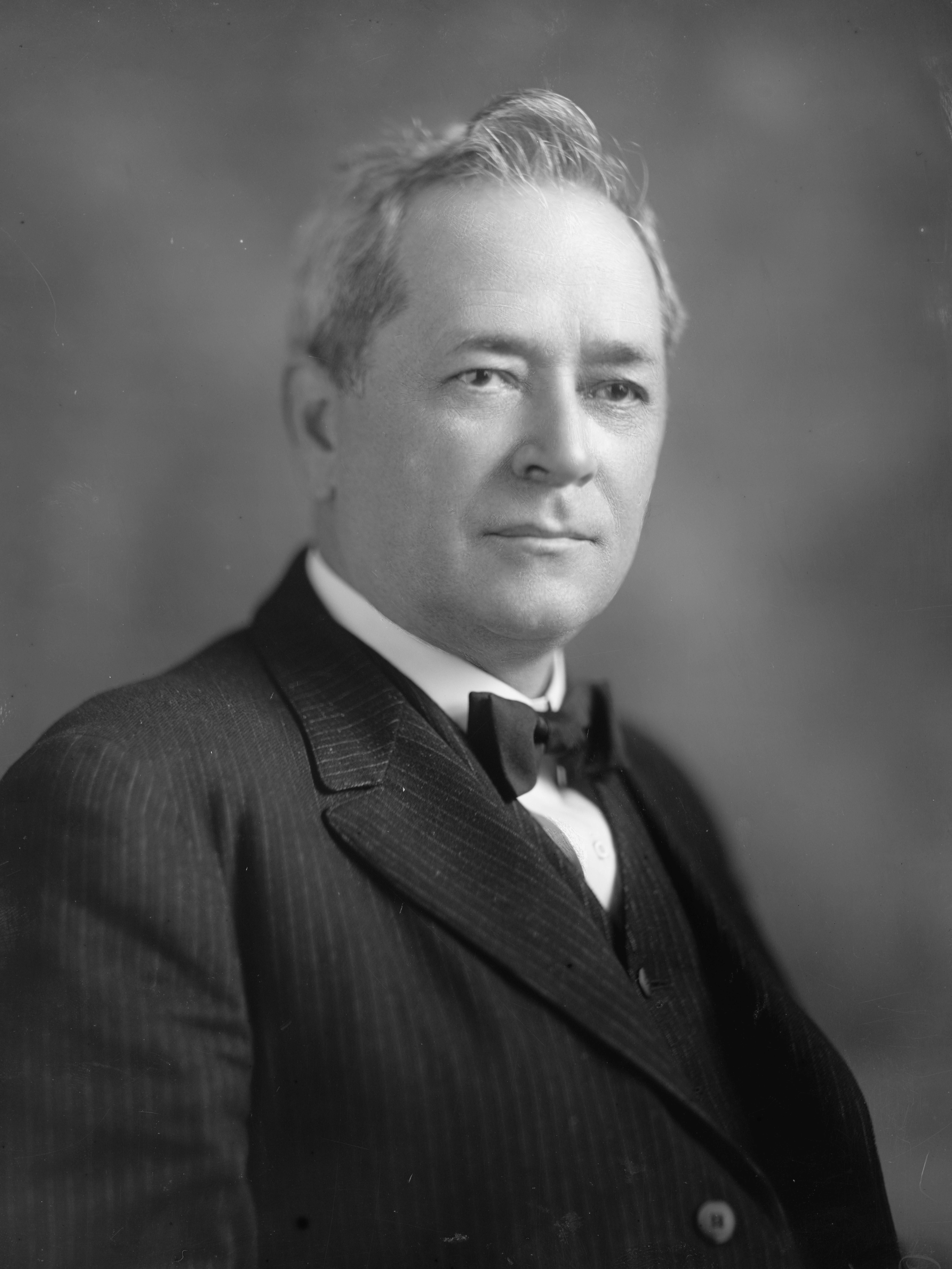
Imagem de Charles Haskell.

Charles Nathaniel Haskell (13 de março de 1860 – 5 de julho de 1933) foi um advogado, empresário do petróleo, e estadista dos Estados Unidos, que foi o primeiro governador do Oklahoma. Haskell desempenhou um papel crucial na elaboração da Constituição do Oklahoma, bem como a efetivação do Oklahoma como membro da união como 46.º estado em 1907. Haskell é ainda lembrado como um importante residente em Muskogee que ajudou a promover a cidade.
Haskell estreou a função de governador em 16 de novembro de 1907. O seu mandato teve inicialmente uma administração eficaz e criou um governo no Oklahoma. Criou leis sobre trabalho primeiro, e um direito bancário e fiscal. A capital do estado foi transferida de Guthrie para Oklahoma City. Devido a uma cláusula constitucional, não lhe foi possível cumprir dois mandatos consecutivos e, portanto, em 9 de janeiro de 1911 deixou o cargo.
É homenageado com o nome dado ao condado de Haskell, no Oklahoma.